# Otomys simiensis
Otomys simiensis är en gnagare i släktet egentliga öronråttor som förekommer endemisk i Etiopien. Populationen infogades före 2011 i Otomys typus. Den godkänns som art på grund av en diploid kromosomuppsättning med 54 kromosomer (2n=54) och en avvikande tanduppsättning.

## Utseende
Individerna når en kroppslängd (huvud och bål) av 135 till 172mm och en svanslängd av 77 till 88mm. Viktuppgifter saknas, bakfötterna är 24 till 26mm långa och öronen är 17,5 till 22mm stora. I ovansidans mörkbruna päls är några svarta borstar inblandade. Den tredje molaren i överkäken per sida har 7 lameller men hos Otomys typus har samma tand 8 eller 9 lameller. Annars liknar båda arter varandra.

## Utbredning och ekologi
Denna gnagare hittas i Simenbergens nationalpark och i angränsande platå. Regionen ligger 3000 till 3500 meter över havet. Vid cirka 3500 meter delas reviret med Otomys typus. I högre trakter finns troligtvis endast Otomys typus. Landskapet utgörs av öpnna skogar och buskskogar som domineras av växten Hypericum revolutum. Som undervegetation finns gräs och hed. Övriga levnadssättet motsvarar antagligen andra släktmedlemmar.

## Hot
Stora delar av utbredningsområdet är skyddszon. Utanför nationalparken gynnas arten av betande djur som skapar öppnare skogar. Otomys simiensis är ganska sällsynt. Den listas av IUCN som livskraftig (LC).